# La stangata II
La stangata II è un film del 1983 diretto da Jeremy Kagan, seguito de La stangata, del 1973.

## Trama
Lonnegan intende vendicarsi del brutto scherzo che gli hanno giocato Gondorf e Hooker, grazie al quale si è trovato alleggerito di mezzo milione di dollari. I due, intanto, stanno pianificando il loro prossimo colpo: la vittima è tale Macalinski, al confronto del quale Lonnegan è praticamente innocuo.